# تيم لي هال
تيم لي هال (بالإنجليزية: Tim Lee Hall)‏ هو سياسي أمريكي، ولد في 11 يونيو 1925، وتوفي في 12 نوفمبر 2008 في لا غرانت في الولايات المتحدة. حزبياً، نشط في الحزب الديمقراطي. وقد انتخب عضو مجلس النواب الأمريكي.